# سم (جانوران)
سُم (به انگلیسی: Hoof) پوششی در نوک انگشتان پای پستانداران سم‌دار است که جسمی سخت و محکم می‌باشد و از قسمت نرم انتهای پاهای جاندار در برابر آسیب‌های احتمالی جلوگیری می‌کند. سم جانوران، دارای لایه‌ای ضخیم و مستحکم از جنس کراتین است. سم جانورانی مانند گاوها، بایسون‌ها، گوزن‌ها و بزها به‌صورت جفت بوده و به این جانوران جفت‌سم‌سانان گفته می‌شود. در مقابل، اسب‌ها، کرگدن‌ها و تاپیرها دارای یک سم بوده و به گروه تک‌سم‌سانان تعلق دارند.
معمولاً در حیوانات اهلی که مورد استفادهٔ انسان قرار می‌گیرند و خصوصاً اسب و الاغ و قاطر و یابو به جهت جلوگیری از فرسایش سم حیوان و از کارافتادگی زودهنگام آن، از نعل برای حل این مشکل استفاده می‌کنند.

## نگارخانه

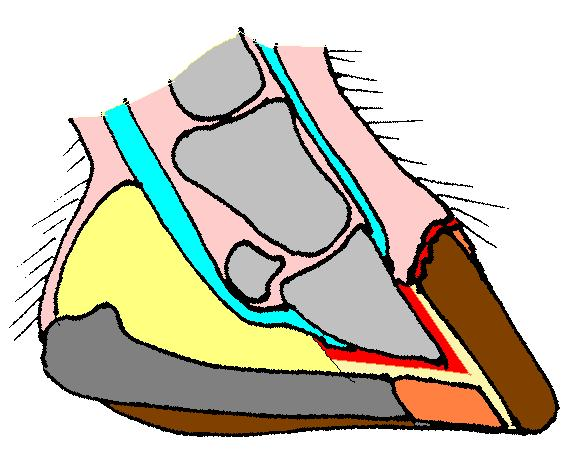
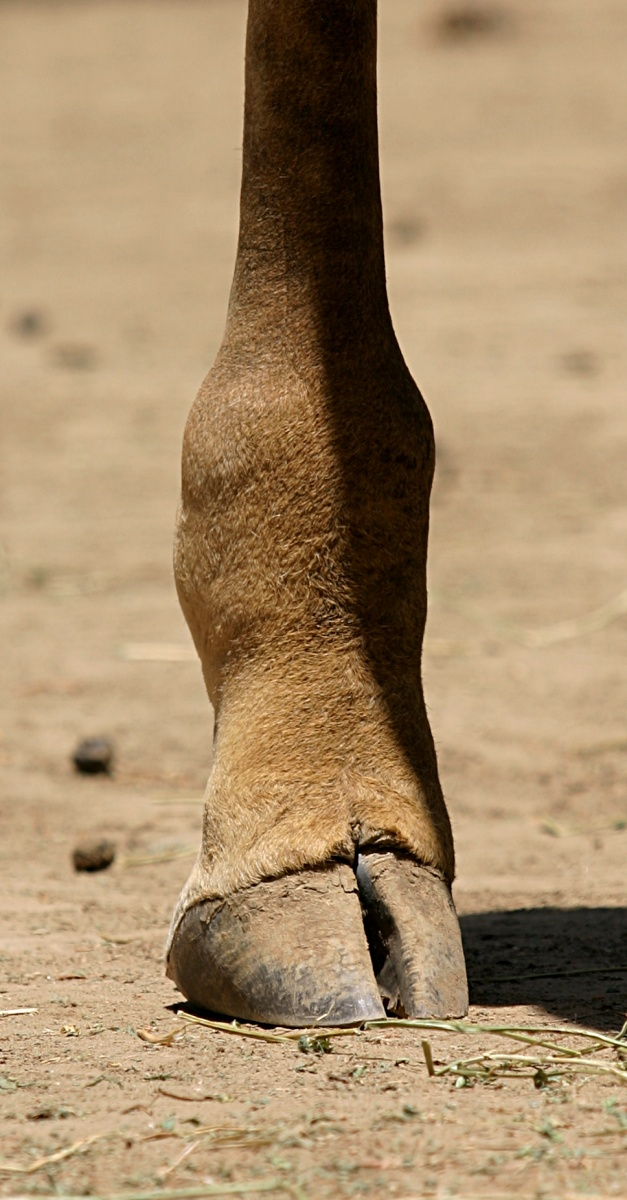
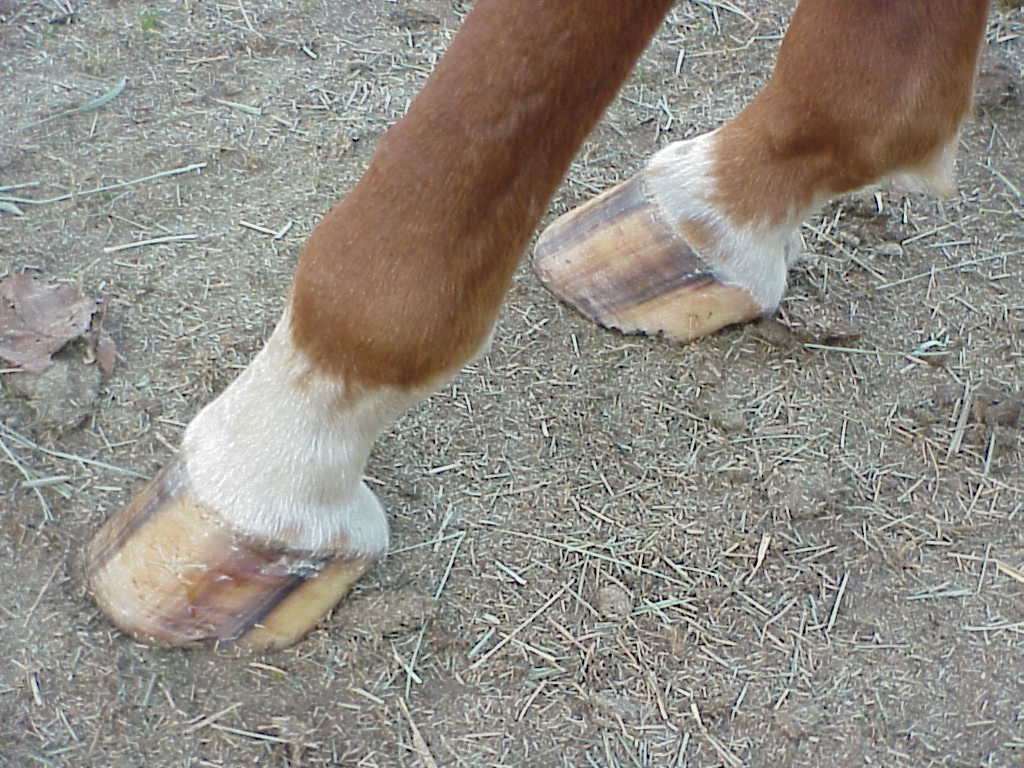
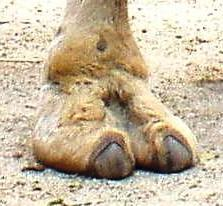
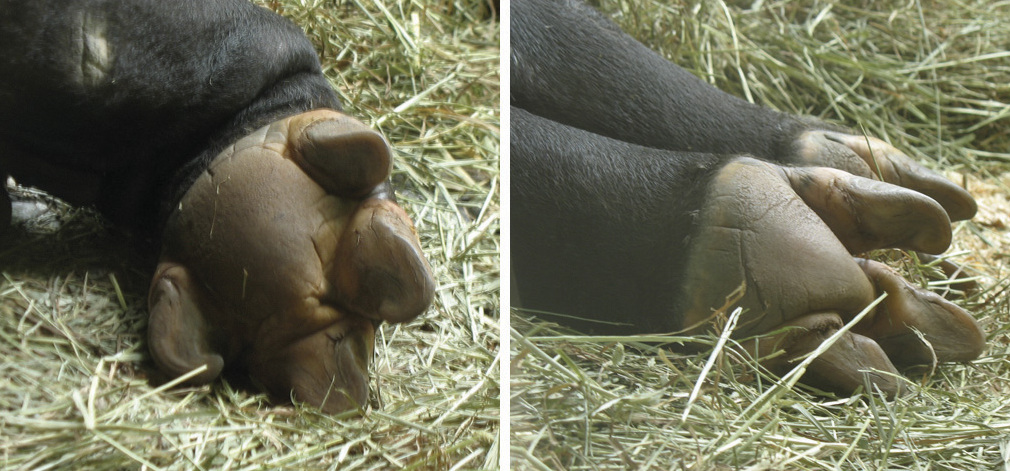

1. ↑  "Definition of hoof | Dictionary.com". www.dictionary.com (به انگلیسی). Retrieved 2021-05-29.
2. ↑  Keller, Anna; Clauss, Marcus; Muggli, Evelyne; Nuss, Karl (2009). "Even-toed but uneven in length: the digits of artiodactyls". Zoology (Jena, Germany). 112 (4): 270–278. doi:10.1016/j.zool.2008.11.001. ISSN 1873-2720. PMID 19386479.